# Канзас-Сити-Пауэр-энд-Лайт-билдинг
Канзас-Сити-Пауэр-энд-Лайт-билдинг (или Пауэр-энд-Лайт-билдинг; англ. Kansas City Power and Light Building) — офисный небоскрёб, расположенный по адресу Западная 14-я улица, 106, Канзас-Сити, Миссури, США. Построен в стиле ар-деко. Высота — 147 метров, 34 этажа. По состоянию на 2015 год является 4-м по высоте зданием города.

## Описание
Небоскрёб часто сокращённо называют KCP&L Building и Power and Light Building. Вершину здания венчает надстройка высотой почти 30 метров — ночью она подсвечивается красным, белым, зелёным и янтарным цветами. На 32 этаже небоскрёба расположены небольшие смотровые балконы. Из-за особенностей рельефа основание восточной стены на 3 с лишним метра ниже основания северной стены. Западная стена здания не имеет ни одного окна, так как с этой стороны планировалось возведение небоскрёба-близнеца, но его строительству помешала Великая депрессия.
В прошлом небоскрёб был обладателем нескольких высотных рекордов:
- Самое высокое здание западнее Миссисипи — с 1931 по 1942 год. Предшественник — Смит-тауэр[англ.], преемник — Mercantile National Bank Building[англ.].
- Самое высокое здание штата — с 1931 по 1976 год. Предшественник — Southwestern Bell Building[англ.], преемник — One US Bank Plaza[англ.].
- Самое высокое здание города — с 1931 по 1980 год. Предшественник — Ок-тауэр[англ.], преемник — Sheraton Kansas City Hotel at Crown Center[англ.].

Основные параметры
- Строительство — с 1930 по 1931 год
- Высота — 146,6 метров
- Полезная площадь — 21 526 м²
- Этажность — 34 + 2 подземных
- Лифтов — 7
- Архитектор — Hoit, Price and Barnes[англ.]

## История
Строительство небоскрёба началось в 1930 году и было закончено уже через год. В 1965 году Канзас-Сити-Пауэр-энд-Лайт-билдинг приобрела компания Gailoyd Enterprises Corporation. В 1991 или 1992 году главный арендатор здания, Kansas City Power and Light Company, покинул его, избрав своей штаб-квартирой другой небоскрёб. После этого отток арендаторов продолжился, и в сентябре 2014 года здание покинул последний из них — архитектурно-дизайнерская компания BNIM. Сразу после этого начал обсуждаться вопрос о преобразовании Канзас-Сити-Пауэр-энд-Лайт-билдинг в жилое здание на 215 квартир с четырёхуровневой парковкой.
В январе 2002 года небоскрёб был внесён в Национальный реестр исторических мест США.

## Галерея
- Ночная подсветка
- Элемент внешнего декора
- Вентиляционная решётка в холле первого этажа
- Люстра в холле первого этажа